# Jollas pompatus
Jollas pompatus is een spinnensoort in de taxonomische indeling van de springspinnen (Salticidae).
Het dier behoort tot het geslacht Jollas. De wetenschappelijke naam van de soort werd voor het eerst geldig gepubliceerd in 1893 door Elizabeth Maria Gifford Peckham & George William Peckham.